# Slađana Pejović
Slađana Pejović, geb. Perunović (montenegrinisch-kyrillisch Слађана Пејовић (Перуновић); * 26. März 1984 in Nikšić, SR Montenegro, SFR Jugoslawien) ist eine montenegrinische Mittel- und Langstreckenläuferin.

## Karriere
Slađana Pejović nahm an der Sommer-Universiade 2009 teil, wo sie im 800-Meter-Lauf und 1500-Meter-Lauf lief. Bei der Sommer-Universiade 2011 erreichte sie mit einer Zeit von 1:22:16 im Halbmarathon den 13. Platz. Bei den Olympischen Sommerspielen 2012 in London erzielte sie, bei ihren ersten Olympischen Sommerspielen, im Marathon mit einer Zeit von 2:39:07 den 74. Rang.
Bei ihrer zweiten Teilnahme an den Olympischen Sommerspielen im Jahr 2016 in Rio de Janeiro erreichte sie nicht das Ziel.
Pejović hält mehrere nationale Rekorde auf der Mittel- und Langstrecke.

## Persönliche Bestleistungen
- 800 m: 2:10,34 min, 11. Juli 2012, Berane (Montenegrinischer Rekord)
- 1500 m: 4:23,73 min, 7. Juni 2014, Bar (Montenegrinischer Rekord)
- 3000 m: 9:24,69 min, 27. Juli 2013, Stara Sagora (Montenegrinischer Rekord)
- 5000 m: 16:25,91 min, 19. Juni 2011, Reykjavík (Montenegrinischer Rekord)
- 10.000 m: 35:21,21 min, 28. Mai 2013, Luxemburg
- 10 km Straße: 35:44 min, 25. Juni 2011, Brčko (Montenegrinischer Rekord)
- Halbmarathon: 1:12:29 h, 18. September 2021, Sarajevo
- Marathon: 2:39:07 h, 5. August 2012, London (Montenegrinischer Rekord)